# Urum (langue)
Cet article concerne la langue urum d'Ukraine. Pour les autres significations, voir Urum.
L'urum ou ouroum est une langue turque parlée en Ukraine, au nord de la mer d'Azov. Elle est parlée par les Urums, aussi appelés Grecs de Marioupol.

La population urum, qui s'élevait dans les années 1980 à environ 60 000 personnes, vit dans les raïons de Velikonovoselkov, Perchotravensk, Starobecheve, Telmanov, situés dans l'oblast de Donetsk, dans le raïon de Kouïbychev de l'oblast de Zaporijia ainsi qu'à Marioupol.

## Origine de l'urum
L'urum est la langue de Grecs turquifiés venus de Crimée, qui ont dû émigrer en 1778-1779 dans l'Empire russe. Ils se nomment eux-mêmes Urumlar, un nom adapté du grec « ρωμειος », auquel est ajouté le suffixe turc du pluriel -lar.

## Phonologie
Le tableau présente les phonèmes vocaliques de l'urum. À gauche se trouve la transcription en alphabet cyrillique.

### Voyelles
|         | Antérieure  | Centrale | Postérieure |
| ------- | ----------- | -------- | ----------- |
| Fermée  | и [i] ӱ [y] | ы [ɨ]    | у [u]       |
| Moyenne | э [e]       | э [ə]    | ö [ø] o [o] |
| Ouverte | ä [æ]       | a [a]    |             |

## Écriture
L’urum s’écrit avec l’écriture cyrillique.
| Alphabet urum | Alphabet urum | Alphabet urum | Alphabet urum | Alphabet urum | Alphabet urum | Alphabet urum | Alphabet urum | Alphabet urum | Alphabet urum | Alphabet urum | Alphabet urum | Alphabet urum | Alphabet urum | Alphabet urum | Alphabet urum | Alphabet urum | Alphabet urum | Alphabet urum | Alphabet urum | Alphabet urum | Alphabet urum | Alphabet urum | Alphabet urum | Alphabet urum | Alphabet urum | Alphabet urum | Alphabet urum | Alphabet urum | Alphabet urum | Alphabet urum |
| ------------- | ------------- | ------------- | ------------- | ------------- | ------------- | ------------- | ------------- | ------------- | ------------- | ------------- | ------------- | ------------- | ------------- | ------------- | ------------- | ------------- | ------------- | ------------- | ------------- | ------------- | ------------- | ------------- | ------------- | ------------- | ------------- | ------------- | ------------- | ------------- | ------------- | ------------- |
| А             | Б             | В             | Г             | Ґ             | Д             | Дʼ            | ДЖ            | Е             | З             | И             | Й             | К             | Л             | М             | Н             | О             | Ӧ             | П             | Р             | С             | Т             | Тʼ            | У             | Ӱ             | Ф             | Х             | Ч             | Ш             | Ы             | Э             |
| а             | б             | в             | г             | ґ             | д             | дʼ            | дж            | е             | з             | и             | й             | к             | л             | м             | н             | о             | ӧ             | п             | р             | с             | т             | тʼ            | у             | ӱ             | ф             | х             | ч             | ш             | ы             | э             |